# Bouddhamitra
Bouddhamitra est considéré par la tradition du bouddhisme zen comme son neuvième patriarche, selon certaines sources. D'origine indienne, son maitre aurait été Bouddhanandi.